# Michael Fallon
Michael Cathel Fallon (Perth, Schotland, 14 mei 1952) is een voormalig Brits politicus van de Conservative Party.
Fallon was tussen 1990 en 2017 bewindspersoon in de kabinetten-Thatcher (1990), Major (1990–1992), Cameron I (2010–2015), Cameron II (2015–2016), May I (2016–2017) en May II (2017). Hij was staatssecretaris voor Onderwijs van 1990 tot 1992, staatssecretaris voor Binnenlandse Zaken van 2010 tot 2012, onderminister voor Economische Zaken van 2012 tot 2014, Onderminister voor Energie van 2013 tot 2014, onderminister voor Locale Economie in 2014 en minister van Defensie van 2014 tot 2017.
Fallon studeerde klassieke oudheid aan de Universiteit van St Andrews. Hij werkte als ambtenaar en politiek adviseur voor Peter Carington en Diana Elles. Fallon zetelde van 9 juni 1983 tot 9 april 1992 in het Lagerhuis voor het kiesdistrict Darlington en van 1997 tot 2019 voor Sevenoaks. Op 16 augustus 2016 werd Fallon benoemd tot Ridder Commandeur in de Orde van het Bad waardoor hij het ere-predicaat van Sir heeft verkregen. Op 1 november 2017 stapte Fallon op als minister nadat hij in opspraak was gekomen wegens seksuele intimidatie in 2002.